# Фигейран
Фигейран (порт. Figueirão) — муниципалитет в Бразилии, входит в штат Мату-Гросу-ду-Сул. Составная часть мезорегиона Северо-центральная часть штата Мату-Гроссу-ду-Сул. Входит в экономико-статистический микрорегион Алту-Такари. Население составляет 3281 человек. Занимает площадь 4914,8 км². Плотность населения — 0,66 чел./км².

## История
Город основан в 2005 году.

## География

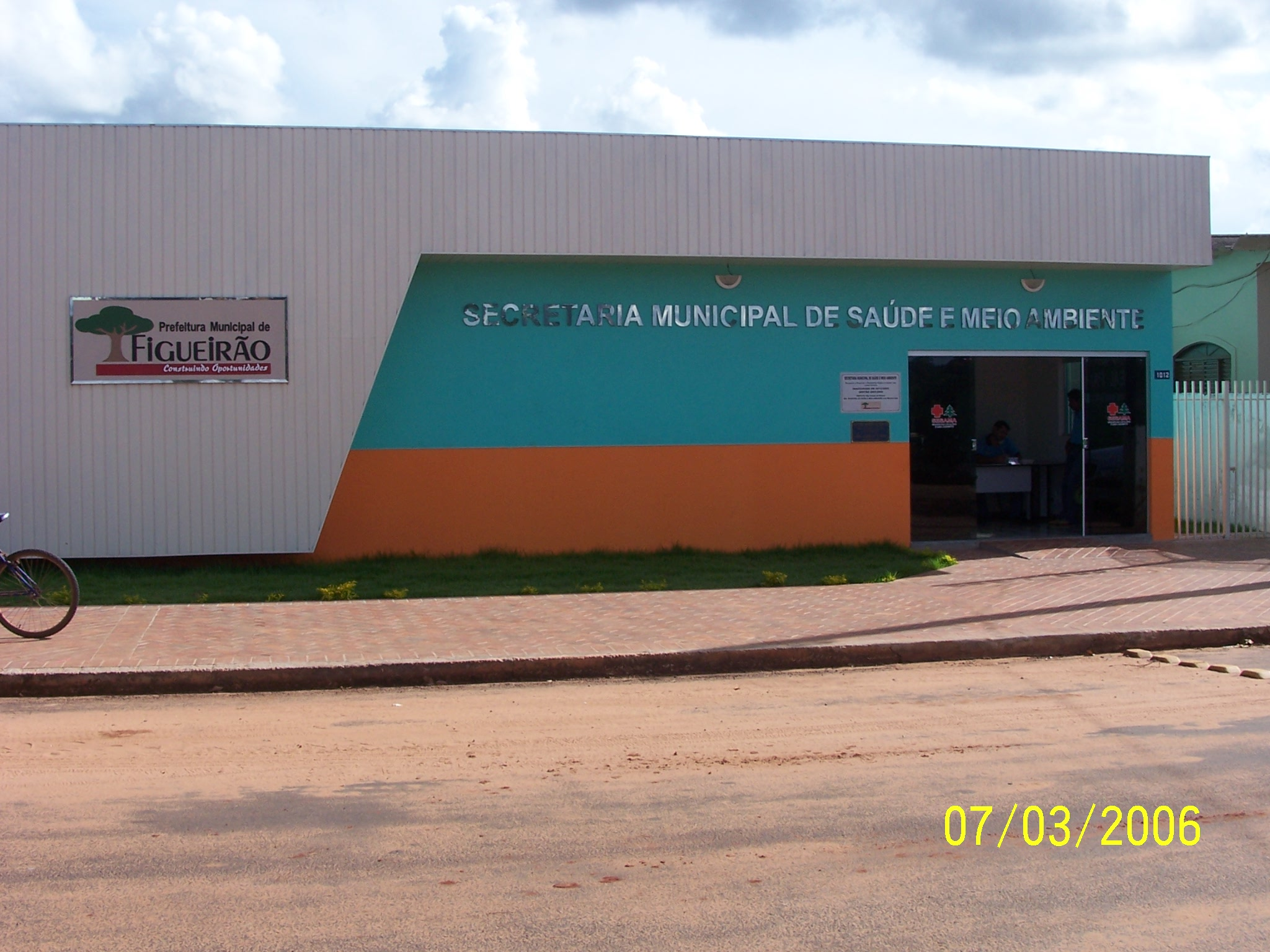

Климат местности: тропический.